# ゴンチチ
ゴンチチ（GONTITI）は、ゴンザレス三上（本名・三上雅彦、1953年12月30日 - ）とチチ松村（本名・松村正秀、1954年9月6日 - 、共に大阪府出身）の2人から構成されるアコースティック・ギターデュオ。日本人によるポップなギターデュオの元祖で、自らの音楽性について「地球一番快適音楽」を標榜する。

## 概要
日本人によるポップなギターデュオの元祖である。三上と松村の二人がアコースティック・ギターを演奏するのが基本スタイルとなっている。それに加えて、打ち込みによるデジタルサウンドを組み合わせることも大きな特徴である。自身の音楽性について「地球一番快適音楽」を標榜するように、純粋に非日常的な楽しさのみを追求して作品を制作するため、イージーリスニング的で、エキゾティックな雰囲気を持つインストゥルメンタル楽曲が殆どである。
多様な作品を制作しており、一般に良く知られている「放課後の音楽室」に代表される分かりやすいアコースティック作品もあれば、電子音楽的な尖った作品も発表している。
アコースティック・ギターと打ち込みによるデジタルサウンドの組み合わせは、予算が少なかった1983年のデビュー・アルバム『ANOTHER MOOD』の制作で借りたスタジオに偶然置いてあったフェアライトCMI（当時日本に2台しかなかったデジタル・オーディオ・ワークステーション）を、音を豪華にするために松浦雅也の協力を得て試験的に導入した頃から続いている。

## 使用楽器
ゴンザレス三上がナイロン弦ギター（クラシック・ギター、ガットギター）によるリードギターを担当、チチ松村がスティール・ギター（フォークギター）によるサイドギターを担当する。レコーディングでは生音をマイクで拾うことが多いが、ライブ演奏ではオベーションのエレアコを使用して、ライン音をアンプで大きく増幅した音を使うのが定番になっている。近年ではPAを使用せずコンサート会場の反響のみを利用してギターの生音を聴かせるライブも頻繁に行っている。三上は12弦ギターやエレクトリック・ギター、ソプラノギター、6弦ウクレレ、松村は8弦ウクレレなどをそれぞれ使用。

## 演奏スタイル
基本的に三上と松村の二人は椅子に並んで座ってギターを弾く。松村が向かって右、三上が向かって左というのが定位置である。衣装はほとんどがスーツである。演奏中は二人とも足でリズムを取るが、三上はつま先を軸にするのに対して松村は踵を軸にして動かす。このようなスタイリッシュさがビジュアル面での売りになっている。
ナイロン弦ギターは一般的に指弾きをするものだが、三上はピックを使ってダイナミックに弾く。このため、ナイロン弦ギターの一般的印象とは違う、明るくリズム感の強いサウンドを生み出している。対して松村は、スチール弦ギターを指弾きし、独特の心地よいリズムを生み出している。ほとんどの曲がインストゥルメンタルであり、歌詞のある楽曲の場合、歌唱はもともとフォークソングの弾き語りをしていた松村が担当し、三上が歌うことは稀有である。
ライブにおけるバックバンドの編成はその時々で大きく変化する。ドラム、ベース、キーボードといった典型的ロックバンド流の編成の場合もあれば、ストリングスのみを従えることもある。リズムセクションの中心は梯郁夫、越智兄弟らによるパーカッションになることが多い。東京スカパラダイスオーケストラのホーンセクションとの共演も多い。

## 来歴
三上が就職前に喫茶店でギター教室を開き、自宅でギターの多重録音をしていた頃、喫茶店のマスターに、ライブハウスでフォークシンガーをしていた松村のデモテープを聞かされた。喫茶店に出入りしていた共通の友達が、三上を松村の家に連れてきた。そこで二人でギターを弾いたところ非常に相性が良く、意気投合する。その時に弾いた曲が後年アルバム『Black Ant's Life』に収録された「My Favourite Things」だった。三上にギターを習っていたのが後にマネージャーとなる佐脇章太である。
ゴンチチは1978年、三上と松村が出会い誕生した。1983年、アルバム『ANOTHER MOOD』でポリスターからメジャー・デビュー。1984年にEPIC・ソニーに移籍する。
デビュー・アルバム『ANOTHER MOOD』をレコーディングする際、予算が無いという事で、たまたま安く借りられた松下電器のスタジオで、当時、日本に2台しかなかった最先端のデジタルシンセサイザー・サンプラーのフェアライトCMIを発見し、ギター以外の演奏に充てた。この偶然によって、時代に先駆けるようにアコースティック・ギターとデジタルサウンドの組合せというゴンチチの大きな特徴が生まれた。デジタルサウンドとしては、デビューアルバムの段階から、単なるシンセサイザー音だけでなく、当時は扱うことすら難しかった多彩なサンプリング音も加えられた。この時フェアライトCMIの打ち込みを担当した松浦雅也がその後もゴンチチの数多の曲のアレンジを担当。1992年のアルバム『Gravity Loves Time』までコラボレートは続いた。
『Sunday Market』が1988年にアメリカ発売されて以降、『In the Garden』『Devonian Boys』が続けて発売され人気を博す。海外販売されたアルバムが日本に逆輸入されて販売されるという現象も見られたが、『KIT』以降はアメリカでのリリースはストップする。「担当者が替わったため」だという。
彼らは、ミュージシャンとして暮らせるようになってからも、長らくサラリーマンとしての仕事を持つ「兼業ミュージシャン」だった。三上は電電公社の総務担当として関東と関西を往来、松村は大阪ガス社員を経て、画材店に営業マンとして勤務。2人とも現在は退社して、専業ミュージシャンになったが、三上は1990年代の前半まで、サントリーホールやハワイのワイキキでコンサートを行って評判になっていた頃も、平日は普通に会社勤めをしていたほどである。2人とも、サラリーマンとの兼業時代は「さほど苦痛ではなく、かえってメリハリがつき、音楽活動の際のテンションが上がってよかった」との回想であった。
以前からゴンチチのファンであった竹中直人に依頼され、映画『無能の人』の音楽を担当した際には、第15回日本アカデミー賞優秀音楽賞を受賞した。以来、映画をはじめテレビドラマやアニメ、ドキュメンタリーなどの劇伴を担当することも多い。特に是枝裕和監督作品のサウンドトラックは3作品を数える。
2002年発売のベスト・アルバム『Best of Gontiti WORKS』を最後にエピックからポニーキャニオンに移籍するが（その後2011年頃エピックに復帰）、その後も、『image』シリーズやそのライブである「live image」に参加し「癒し系」としての人気を高め、「Gontiti recommends」シリーズCDをリリース、原田知世、松下奈緒、渡辺美里、菅原洋一らのアルバム制作に参加、その他執筆活動など様々に積極的な活動を続けている。ゴンチチの楽曲である「放課後の音楽室」は、高校の音楽教科書『音楽2』に掲載されている。
1993年公開の映画『ぼのぼの』、と2002年公開の映画『ぼのぼの クモモの木のこと』の音楽を担当した。
2010年、ゴンザレス三上はゴンチチの活動の傍ら、パーカッション奏者の辻コースケとのユニット、Smoked Salmon Railway Machineを結成。アルバム『SEIZA』をリリースした他、年に1、2回程度のライブ活動を行っている。
2016年には、天野こずえ原作のTVアニメあまんちゅ!の劇中音楽を担当。ゴンザレス三上は「ミカミマサヒコ」名義で、ドイツ在住のヴィブラフォン奏者フジタマサヨシとのコラボレーションによるアルバム『Conjecture』を発表。
2018年、ゴンチチ結成から40周年を迎え、40周年オリジナル・アルバム『we are here』をリリース。
2019年、NHKラジオ（第一、及びFM）の番組「武内陶子のごごラジ!」のテーマ曲「Brisa da tarde」（ブリーザ・ダ・タルジ　ゴンチチ作曲）を提供。タイトルはポルトガル語で「午後の風」という意味である。
2020年、新型コロナのパンデミックにより、予定されていた生音三昧コンサートやlive imageコンサートが中止となる。それ以降は、NHK-FMの「世界の快適音楽セレクション」、YouTubeの「ゴンチチハウスチャンネル」、Twitterなどが主な活動となっている。

## ジャンル
多彩な音楽性からジャンル分けは多岐にわたっており、ジャズ・フュージョン、イージーリスニング、リゾートミュージック、ヒーリング・ミュージック、アコースティック・サウンド、ニューエイジなどに分類されるが、主にワールドミュージックとされることが多い。天気予報などテレビ番組の背景音楽として起用されていることが多い。

## 出演番組
NHK-FM放送「世界の快適音楽セレクション」（毎週土曜日午前9時00分～10時57分）のDJを長く担当しており、ジャンルにとらわれないユニークな選曲と巧みな話術を披露している。
また、FM COCOLOにおいて「GO GO GONTITI」（毎週木曜日午後9時～10時）を担当。当初は還暦コンサートの宣伝用として始めた番組だったが、好評のためそのまま継続して放送することになった。
テレビ東京が1992年に放送していた番組『モグラネグラ』で毎週金曜日に司会を担当していた。ゴンチチによるライブ演奏コーナー、彼らが気になるものを紹介するコーナー、「真夜中のギター教室」と題し一般から公募した生徒を交えゴンチチの楽曲「Tiny Lips」の演奏を教えるコーナー、ゴンチチの曲に歌詞をつける企画などで構成されていた。レギュラー出演者、フリーライターの川勝正幸、レゲエ歌手のCHIEKO BEAUTYがいた。
2003年と2005年には『心、とき放つ楽園。ハワイHAWAII』にも出演した。
アメリカで、音楽プロデューサーのナイル・ロジャースが司会を務める番組『New Visions World Beat』にゲストとして出演したことがある。その際、「NDD -Night Dizzy Dance」をライブ演奏した。
松村は過去にMBSラジオや東海ラジオでもDJをしていた経験がある。

## 音楽以外の活動
松村は、中島らもとコンビを組んでのタレント活動や、独特の執筆活動も行っていた。
錦戸亮は高校1年の時に特別ドラマの主人公でウクレレを演奏することになり、電車で松村まで習いに行っていた。錦戸によれば「レッスンが終わって帰りに必ず梅干しをくれた」という。
三上は、CGやグラフィックデザインの分野で独自の活動を繰り広げており、近年は、ゴンチチのアルバムジャケットのデザインも自ら手掛けている。

## 作品リスト

### アルバム
タイトル（発売日、規格番号）
1. ANOTHERMOOD（1983年7月25日発売　ポリスター）デビューアルバム。GONZALEZ三上 & TITI松村名義
2. 脇役であるとも知らずに（1984年7月1日）EPIC・ソニー移籍第一弾。
3. PHYSICS（1985年2月22日、ESCB-1059）帯のコピー「目覚めた朝の水上音楽 眠れぬ夜の陸上音楽」
4. SUNDAY MARKET（1986年4月21日、ESCB-1060）帯のコピー「真実は視覚の彼方、音楽は聴覚の彼方」
5. 冬の日本人（1986年11月1日、ESCB-1061）
6. マダムQの遺産（1987年7月22日、ESCB-1062）
7. Yellow Tornade（1988年5月30日）西ドイツで発売されたコンピレーション・アルバム
8. Twinkle Garden（1988年6月22日）8cmCDミニアルバム 1.アンダーソンの庭 2.WATCHDOG IN THE AFTERNOON 3.大陸風に向かって 4.帰ってきた息子 5.クルトが街を行く
9. In the Garden（1988年7月21日、ESCB-1063）
10. Sprit of Gontiti（1989年5月21日、32･8H-5087）ベスト・アルバム
11. Body of Gontiti（1989年5月21日、32･8H-5088）ベスト・アルバム
12. Devonian Boys（1990年4月21日、ESCB-1050）
13. ANOTHER MOOD + 脇役であるとも知らずに（1990年6月21日、ESCB-1058）当時既に廃盤であった「ANOTHER MOOD」と「脇役であるとも知らずに」を一緒にCD化
14. Fingering Christmas（1990年12月1日、ESCB-1107）クリスマス・ミニ・アルバム
15. KIT（1991年6月21日、ESCB-1157）
16. Gravity Loves Time（1992年7月22日、ESCB-1309）
17. VACANCES（1994年7月21日、ESCB-1513）ベスト・アルバム
18. Black Ant's Life（1995年9月1日、ESCB-1647）
19. LIVE（1996年7月1日、ESCB-1747）初のライブ・アルバム
20. EASY BUSY（1996年11月1日、ESCB-1796）
21. DUO（1997年7月21日、ESCB-1829）
22. Strings with Gontiti（1998年7月18日、ESCB-1901）
23. Red Box（1999年7月23日、ESCB-2004）
24. Best of Gontiti Works（2000年4月19日、ESCB-2111）ベスト・アルバム
25. GUITARS（2001年3月14日、PCCA-01512）ポニーキャニオン移籍第一弾。
26. 南国音楽 Resort Music Series（2001年7月4日、ESCB-2241）ベスト・アルバム
27. made in Ukulele（2002年5月15日、PCCA-01691）CGアニメ映画『ぼのぼの　クモモの木のこと』のサントラでもある。オリジナル曲が追加されている。
28. gontiti best（2002年8月21日、ESCL-2330）ベスト・アルバム
29. A Magic Wand of "Standards"（2002年12月4日、PCCA-01792）
30. Gontiti Recommends Gontiti（2003年7月30日、ESCL-2430/1）2枚組ベスト・アルバム
31. gontiti 25th Anniversary CD（2003年12月17日、PCCA-01960）結成25周年記念盤。ライブ収録（客無し）。
32. XO（2004年12月1日、PCCA-02102）
33. 我流一筋（2006年3月1日、PCCA-02230）
34. gontitiスーパーベスト2001-2006（2007年3月21日、PCCA-60018）ベスト・アルバム
35. Online Limited 1（2007年12月26日）ネット配信限定盤
36. VSOD（2008年8月6日、ESCL-2552）結成30周年記念盤。Epic復帰作品
37. LIVE At Shirakawa Hall '09 （Online Limited 2）（2009年4月22日）ネット配信限定盤
38. Merry Christmas with GONTITI～best selection of christmas songs～（2010年11月24日、ESCL-3574）クリスマス・アルバム（ミニ・アルバムを含めるとクリスマスアルバムとして2枚目、フルアルバムとしては初）
39. humble music（2011年8月10日、ESCL-3738）10年ぶりのギター・デュオアルバム
40. オールタイム・ベスト（2014年9月17日、ESCL-30013/4）二人の還暦を記念して作られた、全てのキャリアを通したベスト・アルバム
41. “GONTITI SINGS KOREEDA”ゴンチチ「是枝フィルム」作品集（2014年9月17日、PCCA-04105）ゴンチチが手がけた是枝裕和監督作品のサウンドトラック集。3作品を1枚に収録
42. ダブル還暦フェスティバル2014（2015年9月9日、CD+DVD:XNHL-15002）
43. Holiday Home Songs（2016年12月14日、CD+Blu-ray:XNHL-15004）「ゴンチチ新春生音三昧」のセットリストから選んだ曲を、スタジオで再レコーディングしたもの。2015年の紀尾井ホールでのコンサートの模様を収録したBlu-rayとの2枚組。
44. we are here -40 years have passed and we are here-（2018年12月19日、PCCA-50305）7年ぶりのオリジナル・アルバム。
45. Assortment（2019年12月25日 MHCL-30629）映画のサントラ、CM曲、バッハの曲、ラジオ番組のテーマ曲、再録曲などを組み合わせたコンピレーション・アルバム。

### アナログ盤
アルバムの項目と重複しているものがあります。
1. ANOTHERMOOD（1983年7月25日発売　28P58）ポリスターからのデビューアルバム。GONZALEZ三上 & TITI松村名義
2. 脇役であるとも知らずに（1982年4月1日 283H131）EPIC・ソニー移籍第一弾。
3. PHYSICS（1985年2月22日、283H163）帯のコピー「目覚めた朝の水上音楽 眠れぬ夜の陸上音楽」
4. SUNDAY MARKET（1986年4月21日、283H213）帯のコピー「真実は視覚の彼方、音楽は聴覚の彼方」
5. 冬の日本人（1986年11月1日、283H252）
6. マダムQの遺産（1987年7月22日、283H294）
7. In the Garden(1989年1月1日 45228)　US盤
8. Duo+Strings with Gontiti（1998年8月発売、SYUM-0070）1997年リリースの『Duo』と1998年リリース『Strings with Gontiti』を組み合わせアナログ2枚組LPとして発売。
9. Merry Christmas with GONTITI～best selection of christmas songs～（2020年11月3日、MHJL-163/4）2010年にリリースしたクリスマスCDアルバムをアナログLP化。2枚組45回転の高音質仕様。
10. Paradise Shift～Eureka! by Orisaka Yuta～（2021年11月27日、MHJL-180）ゴンチチのファンであるシンガーソングライター、折坂悠太によるゴンチチ楽曲の編集盤。タイトルも折坂によるもの。アナログLPのみのリリース。
11. VACANCES（2023年8月5日 MHJL-286） 1994年に発売されたベスト盤CDのアナログLP化。

### ソロ・アルバム
1. gate of notion（1993年11月1日、ESCB-1445）ゴンザレス三上
2. ふなのような女（1993年11月1日、ESCB-1446）チチ松村
3. green shadow,white door（2007年4月4日、XNHL-11001）ゴンザレス三上
4. 半音生活（2007年4月4日、XNHL-12001）チチ松村

### サウンドトラック
1. 無能の人（1991年10月10日、ESCB-1221）映画
2. 日曜はダメよ（1993年6月2日、ESCB-1406）テレビドラマ
3. ぼのぼの（1993年9月22日、ESCB-1420）アニメ映画
4. 世界悠々父なる大河、ライン（1997年6月21日）NHK BS2 ドキュメンタリー
5. ヨコハマ買い出し紀行（1998年1月31日、SRCL-3456）
6. ヨコハマ買い出し紀行 ベスト・サウンドトラックス（2002年10月23日、SRCL-4319）
7. 誰も知らない（2004年8月4日、PCCA-02074）映画
8. おとなの夏休み（2005年7月29日、PCCA-02179）テレビドラマ
9. 歩いても 歩いても（2008年6月11日、XNHL-15001）映画
10. ゴーイング マイ ホーム（2012年12月19日、配信リリース）テレビドラマ
11. 俺はまだ本気出してないだけ 本気音楽集（2013年6月12日、SRCL-4062）映画
12. TVアニメ「あまんちゅ!」オリジナルサウンドトラック（2016年8月24日、VTCL-60434）TVアニメ
13. TVアニメ「あまんちゅ!！～あどばんす～」オリジナルサウンドトラック（2018年5月30日、VTCL-60471）TVアニメ

### シングル
1. チョコレート粉砕工場（1985年10月21日）リミックス3曲入り12インチシングル
2. ココナッツ・バスケット（1986年4月21日）1.ココナッツ・バスケット 2.ガラスの魚
3. 大陸風に向かって（1987年7月22日）1.大陸風に向かって 2.貧しい王家
4. Tiny Lips（1990年3月21日）1.Tiny Lips 2.Home Song
5. 風の国（1990年6月21日）1.風の国 remix version 2.Tiny Lips extended version
6. Cool Comedy（1991年6月1日）1.Cool Comedy 2.at B.W.Garden
7. 漁夫の利（1992年6月21日）1.漁夫の利 2.窓辺の三月 3.もうひとつの漁夫の利
8. 北海道は、どこにある?ここにある!（1995年6月21日）1.北海道は、どこにある?ここにある!（v.寺本りえ子）2.10イヤーズ・アフター
9. はじめてのシャンプー（1995年9月1日）1.はじめてのシャンプー（v.ササラユキエ）2.口笛ふいて（v.太田裕美）
10. Somewhere Before（1996年7月1日）1.RAY OF HOPE 2.HAPPY SHOWER 3.SOMEWHERE BEFORE

### ビデオ
1. GONTITI LIVE（1996年）アルバム『LIVE』収録音源と同じライブ映像だが、曲目がそれぞれ少し異なる。2009年現在廃盤。

### DVD
1. 教育チャンネル・大人の生ギター（2002年10月19日、VWD-134　リットーミュージック）ギター教則DVD。ゴンザレス三上とチチ松村名義。講座のアシスタントを、玉利祥子、梅沢由香里が担当している。課題曲は「アンダーソンの庭」「マイル君とパプ谷のクリマロ君」「pine-bamboo-plum」。ボーナスクリップに「Tiny Lips」。
2. GONTITI 25th Anniversary DVD（2003年12月17日、PCBP-50999　ポニーキャニオン）
3. virtual trip MUSIC EDITION ISLANDS with GONTITI ツインフォーマット版（2006年7月28日、PCHA-10006　ポニーキャニオン）

### Gontiti recommends シリーズ
ゴンチチが他のアーティストの作品を選曲するコンピレーション・アルバム
1. GONTITI recommends Bossa Nova（2001年7月17日、UICY-4023）アントニオ・カルロス・ジョビン、ジョアン・ジルベルトらボサノヴァのセレクション
2. GONTITI recommends CHORO（2001年11月14日、UICY-4042）ジャコー・ド・バンドリン、ルイス・ボンファらによるショーロのセレクション
3. GONTITI recommends「RESORT+MUSIC PACIFIC ISLANDS」（2002年5月22日、POCE-3013）
4. GONTITI recommends「RESORT+MUSIC CARIBBEAN WIND」（2002年9月4日、POCE-3016）
5. GONTITI recommends Django（2003年5月21日、BVCJ-31032）ギタリスト、ジャンゴ・ラインハルトのベストセレクション
6. GONTITI recommends Slack Key Guitar（2004年5月26日、BVCM-31119）スラック・キー・ギタリストのセレクション

### imageシリーズ
ゴンチチも参加しているイージーリスニング音楽のオムニバス・アルバム
タイトル（発売日、規格番号）ゴンチチの参加曲
1. image（2000年8月23日、SRCR-2561）放課後の音楽室
2. image 2（2001年4月25日、SRCR-2591）風の国
3. image d'amour（2001年11月7日、SICC-7）ロミオとジュリエット
4. live image + -010531-（2001年11月7日、DVD:SIBC-1）放課後の音楽室
5. image 3（2003年1月19日、SICC-111）cora
6. image 4（2004年1月21日、SICC-181）Chinese Bellflower (2004MIX)
7. live image best（2004年3月31日、SICC-186）放課後の音楽室
8. image essentielle（2005年2月2日、SICC-218）放課後の音楽室
9. image 6（2007年2月7日、SICC-610）君と住む街で
10. image 7（2008年2月6日、SICC-816）歩いても歩いても
11. image request（2009年3月18日、SICC-1154）放課後の音楽室
12. image 8（2009年6月24日、SICC-1147）課外授業
13. image 10（2010年1月27日、SICC-20121）scarborough fair
14. image 11（2011年1月26日、SICC-20124）あの夏の少女達
15. image 12（2012年1月25日、SICC-20139）1967
16. image 13（2013年1月30日、SICC-30116）イツデモアナタト、ゴーイング マイ ホーム
17. image 14（2014年1月29日、SICC-30150）明日はがんばれるかもしれない
18. image 15（2015年2月11日、SICC-30202）楽しいつもりが、、
19. image 16（2016年1月20日、SICC-30253）塩と太陽
20. image 18（2018年3月7日、SICC-30474）海と空と太陽と～morning～

### 参加作品
- Various Artists『KUROちゃんをうたう』（1998年）Disc-2: 13. La-Canaに、有山じゅんじとともに参加。

- 渚のアンラッキーボーイズ - （いとうせいこう&リビルダーズ『再建設的』（2016年9月21日）に収録[3]）

### 書籍
1. ゴンチチの脳内麻薬書簡（2008年10月）ゴンザレス三上とチチ松村名義
2. 知識ゼロからのアコースティック・ギター入門（2009年1月）ゴンチチ監修

これらの他、松村、三上それぞれによる著書が数多く出版されている。

### 楽譜
1. ギター・デュオ集 ゴンチチ / a cup of gontiti（1994年1月30日）ドレミ楽譜出版社。各曲に三上、松村のコメントが添えられている。
2. バンドスコア GONTITI「LIVE SELECTION」（1996年8月29日）シンコーミュージック。『LIVE』から8曲をセレクト。
3. ギタースコア ゴンチチ DUO ギター完全コピー譜（1998年12月10日）シンコーミュージック。『DUO』のコピー譜。
4. ギタースコア ゴンチチ GUITARS ギター完全コピー譜（2001年7月4日）サニーサイドミュージック。『GUTIARS』のコピー譜。
5. ギターデュオ集 ゴンチチ Best of Gontiti Works（2001年9月17日）ドレミ楽譜出版社。『Best of Gontiti Works』のコピー譜。
6. ギターデュオ gontiti best（2003年7月30日）ドレミ楽譜出版社。『best』のコピー譜。
7. ウクレレ弾き語り ウクレレリゾート（2006年8月2日）ドレミ楽譜出版社。平倉信行編集、ゴンチチ監修。PSP用専用ソフト『手のひらのリゾート』対応曲集

## CM出演
- そごう 紳士服（1988年 - 1990年頃）
- ユニクロ（2006年）
- サッポロビール ヱビス<ザ・ホップ>『グリーンベンチ篇』（2007年4月 - ）

## ゲーム
- ぼのぐらし これで完璧でぃす (PlayStation) 音楽：ゴンチチ
- JELLYFISH The Healing Friend (PS) ゲーム監修：チチ松村、音楽：ゴンチチ（GONTITI)
- セクシーパロディウス（AC・PS・SS）- ステージ1のBGMとして「北海道は、どこにある?ここにある!」が使用されている。

## アニメ
- ぼのぼの 1993 音楽
- ぼのぼのプラス 1994 音楽
- ヨコハマ買い出し紀行 1998 - 音楽プロデュース
- ぼのぼの クモモの木のこと 2002 音楽
- あまんちゅ! 2016 - 劇中音楽を担当
- あまんちゅ！～あどばんす～ 2018 音楽

## 映画
- 無能の人 1991 音楽
- 誰も知らない 2004 音楽
- 歩いても　歩いても 2007 音楽
- 俺はまだ本気出してないだけ 2013 音楽
- くらげとあの娘 2014 音楽

## テレビドラマ
- とおせんぼ通り NHK 1992
- 日曜はダメよ NTV 1993
- ただいま NHK 2000
- 僕はあした十八になる NHK 2001
- ゴーイングマイホーム KTV 2012
- 食べる刑事 CX 1992
- Peace Wave〜ウクレレと少年〜 BS-i 2000
- おとなの夏休み NTV 2005